# Laudosia
Laudosia là một chi bướm đêm thuộc họ Geometridae.